# Maria Gusakova
Pour les articles homonymes, voir Goussakova.
Maria Gusakova (en russe : Мария Ивановна Гусакова, Maria Ivanovna Goussakova), née à Timochkino le 6 février 1931 et morte à Saint-Pétersbourg (Russie) le 8 mai 2022, est une fondeuse soviétique.

## Jeux olympiques
- Jeux olympiques d'hiver de 1960 à Squaw Valley  États-Unis :
  -  Médaille d'or sur 10 km.
  -  Médaille d'argent en relais 3 × 5 km.
- Jeux olympiques d'hiver de 1964 à Innsbruck  Autriche :
  -  Médaille de bronze en relais 3 × 5 km.

## Championnats du monde
- Championnats du monde de ski nordique 1962 à Zakopane  Pologne :
  -  Médaille d'or en relais 3 × 5 km.
  -  Médaille d'argent sur 10 km.
  -  Médaille de bronze sur 5 km.